# バスケットボールバハマ代表
バスケットボールバハマ代表（バスケットボールバハマだいひょう、Bahama men's national basketball team）は、バハマバスケットボール連盟により国際大会に派遣される男子バスケットボールナショナルチームである。
カリブ海選手権で最多金メダル獲得及び最多メダル獲得を誇る。

## 経歴
2023年8月に行われたパリオリンピックプレ予選ではバディ・ヒールド、デアンドレ・エイトン、エリック・ゴードンらNBA選手をロスターに加え、決勝戦ではアルゼンチン相手に82-75のスコアで下し、2024年7月に行われるパリオリンピック予選への出場を決めた。
2024年7月、スペインのバレンシアで行われたパリオリンピック予選では、グループステージではフィンランドを96-85、ポーランドを90-81のスコアで下して決勝ラウンドへ進出。準決勝のレバノン戦は89-72のスコアで勝利し、勝てばパリオリンピック出場となった決勝のスペイン戦は78-86のスコアで敗れ、オリンピック出場を逃した。

## 過去の国際大会成績

### 夏季オリンピック
- 出場なし

### ワールドカップ
- 出場なし

### アメリカップ
- 1995年 － 8位

### カリフ海選手権
- 1982年 － 優勝
- 1984年 － 優勝
- 1985年 － 優勝
- 1991年 － 優勝
- 1993年 － 優勝
- 1995年 － 優勝
- 1996年 － 3位
- 1998年 － 3位
- 2002年 － 4位
- 2004年 － 5位
- 2006年 － 4位
- 2007年 － 4位
- 2009年 － 5位
- 2011年 － 準優勝
- 2014年 － 優勝
- 2015年 － 準優勝

## 現在の代表選手
2025年FIBAアメリカップ代表候補メンバー
- カイ・ジョーンズ
- アイザイア・モーブリー（英語版）(エバンの兄)
- ラサニエル・バスティアン
- ドムニク・ブリッジウォーター
- キノ・バロウズ
- ガービン・クラーク
- ジュシュア・デイムス
- ラドシャド・デイビス
- エロン・ゴードン
- サミー・ハンター
- ケニー・イスノード
- ジャクソン・ジェイコブ
- ダンラッド・ノウルズ
- アーロン・レヴァリティ
- フランコ・ミラー
- タバリオ・ミラー
- トラヴィス・マニングス
- ゴッドフリー・ロール
- ケントワン・スミス

## 主な歴代代表選手
- バディ・ヒールド
- ジージオ・ベイン(英語版)
- カディーム・コールビー
- マグナム・ロール
- ゼイン・ノールス
- ドワイト・コールビー
- ディアンドレ・エイトン
- カイ・ジョーンズ
- エリック・ゴードン
- マイケル・トンプソン（クレイ・トンプソンの兄）
- デイビッド・ネスビット
- タバリオ・ミラー
- ウィリス・マッキー
- ドミニク・ブリッジウォーター
- マーク・セントフォート
- フランコ・ミラー
- ラシャド・デイビス
- トラヴィス・マニングス
- ケントワン・スミス
- ガービン・クラーク
- デイビッド・ネスビット
- ジャラウン・バロウズ

## 歴代ヘッドコーチ
- クリス・デマルコ (2019-)